# Museos de Tenerife

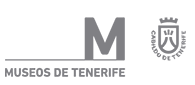
Logo des Organismo Autónomo de Museos y Centros de Tenerife / Museos de Tenerife

Museos de Tenerife ist seit 2011 die Bezeichnung für den Organismo Autónomo de Museos y Centros de Tenerife (OAMC; spanisch für Selbständige Körperschaft der Museen und Darstellungszentren Teneriffas), die Zentralverwaltung aller Museen und Darstellungszentren in der Trägerschaft des Cabildo Insular de Tenerife. Es gibt auf der Insel Teneriffa weitere Museen, die von anderen Trägern oder Einrichtungen betrieben werden.

## Institution
Der OAMC wurde 1990 vom Cabildo Insular de Tenerife als eine eigenständige juristische Person geschaffen deren Rechtsform etwa der einer Körperschaft des öffentlichen Rechts in Deutschland entspricht. Durch diese Körperschaft nimmt das Cabildo Insular de Tenerife seine Aufgaben im Bereich der Museumspolitik war. Der Sitz ist in Santa Cruz de Tenerife, Calle Fuente Morales (im Gebäude des Antiguo Hospital Civil). Ziele sind die Erforschung, Erfassung, der Schutz und die Konservierung des kulturellen Erbes der Insel Teneriffa und darüber Makaronesiens und anderer geografischer Gebiete von Interesse, sowie die Verbreitung und Förderung der Kultur, der Wissenschaft und der Bildung.

## Entstehung der Museos de Tenerife
Die Museen Teneriffas verdanken ihre Entstehung einer Anzahl von gelehrten Personen, die private historische Sammlungen anlegten, in denen sie unterschiedliche Objekte zusammentrugen die vermutlich aus der Zeit vor der Eroberung der Inseln durch Europäer stammten. Seit dem Beginn des 19. Jahrhunderts konnten diese Sammlungen von interessierten Einwohnern Teneriffas aber auch von ausländischen Besuchern der Insel betrachtet werden. Besonders bekannt waren die Sammlungen von Juan de Megliorini y Spínola mit seiner berühmten Mumie in Santa Cruz de Tenerife und das Museo Casilda in Tacoronte sowie das Museo Villa Benítez in Santa Cruz de Tenerife. 1877 wurde das Cabinete Científico als zentrale Einrichtung für die Entwicklung der Anthropologie und der Archäologie auf den westlichen Kanarischen Inseln gegründet.
Die im 19. Jahrhundert gegründeten Sammlungen bildeten die Grundlage, auf der der Cabildo de Tenerife in der Mitte des 20. Jahrhunderts zwei musealen Einrichtungen schuf: Das Museo Insular de Ciencias Naturales und das Museo Arqueológico. Im Juni 1951 gab der Cabildo Insular de Tenerife seine Zustimmung zur Schaffung des Museo Insular de Ciencias Naturales dessen Bestände aus privaten Sammlungen sehr verschiedenen Ursprungs stammten. Das Museum eröffnete zu Beginn des Jahres 1962 und wurde 1974 zu seinem heutigen Standort im Antiguo Hospital Civil verlegt. Das Museo Arqueológico de Tenerife wurde 1958 eröffnet mit Beständen des Museo Municipal (Sección de Arqueología y Antropología), des Provinzialkommissariat für archäologische Ausgrabungen, des Gabinete Científico und Beiträgen von Einzelpersonen. Um seine Museumspolitik koordiniert zu entwickeln und zu effektivieren, gründete der Cabildo de Tenerife zu Beginn des Jahres 1990 den Organismo Autónomo de Museos y Centros de Tenerife als eine eigenständige Körperschaft.
Zu Beginn der 1990er Jahre entwickelte sich das Museo de la Naturaleza y el Hombre. In ihm wurden das Museo de Ciencias Naturales de Tenerife, das Museo Arqueológico de Tenerife und das Instituto Canario de Bioantropología zu einem Museum vereinen. 1994 konnten die Bestände der drei Institutionen in dem dafür hergerichteten Gebäude des Antiguo Hospital Civil de Santa Cruz de Tenerife untergebracht werden. Seit November 2018 trägt das Museum den Namen Museo de Naturaleza y Arqueología.
Im Mai 1993 wurde das Museo de la Ciencia y el Cosmos eröffnet, das die Entdeckungen die durch das Studium des Universums entstanden waren in eine volkstümliche Sprache umzusetzen und vermitteln soll. Das Museum ist in seinem naturwissenschaftlich-physikalischen Teil so gestaltet, dass die Besucher, besonders auch Kinder und Jugendliche durch eigene Tätigkeiten in die Gesetze der Physik eingeführt werden. Das Projekt war das Ergebnis einer Initiative zusammen mit dem Instituto de Astrofísica de Canarias (IAC). Für seine Unterbringung wurde in San Cristóbal de La Laguna ein neues Gebäude errichtet das den Anforderungen des Museums gerecht wird.
Am Ende des Jahres 1993 wurde in La Laguna das Museo de Historia de Tenerife eröffnet mit dem Ziel die historische Entwicklung der Insel in der Öffentlichkeit bekannt zu machen. Im Mai 1995 wurde das Museo de Antropología de Tenerife gegründet, das unter anderem die Volkskultur erforschen, bewahren und verbreiten soll. Beide musealen Projekte kamen schließlich in einem einzigen Museum mit zwei Standorten zusammen: Die Casa Lercaro ist ein Gebäude aus dem 16. Jahrhundert in La Laguna und die Casa del Carta ist ein Landgut in Valle Guerra.
Die bisher letzte Institution die Teil der Körperschaft Museos de Teneriffa wurde, ist der Centro de Documentación Canarias y América (CEDOCAM). Kernstücke sind eine Bibliothek und eine digitale Mediathek sowie eine Dokumentensammlung im Bezug auf die Kanarischen Inseln und ihre Beziehungen zu Amerika. CEDOCAM begann die Arbeit im April 2007 in einem Herrenhaus in La Laguna in der Calle Anchieta in enger Nachbarschaft der Casa Lercaro.
Ende 2011 wurde die Bezeichnung der Institution von Organismo Autónomo de Museos y Centros in Museos de Tenerife geändert, zusammen mit einer geänderten Corporate Identity, womit ein neues strategisches Konzept der Museen des Cabildos de Tenerife dargestellt werden sollte.

## Feste Ausstellungsorte

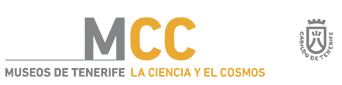
Logo des Museo de la Ciencia y el Cosmos

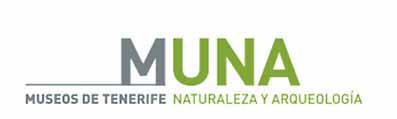
Logo des Museo de Naturaleza y Arqueología

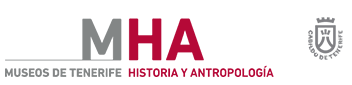
Logo des Museo de Historia y Antropología

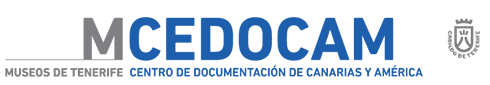
Logo des 'Centro de Documentación Canarias y América

In vier Museumsgebäuden, einem Dokumentationszentrum und zwei Darstellungszentren (Centro de Interpretación) werden Informationen direkt an die Besucher vermittelt.
- Museo de la Ciencia y el Cosmos in San Cristóbal de La Laguna
- Museo de Naturaleza y Arqueología in Santa Cruz de Tenerife
- Museo de Historia y Antropología de Tenerife mit den Ausstellungsorten
  - Casa Lercaro in San Cristóbal de La Laguna
  - Casa de Carta in Valle Guerra
  - Centro de Interpretación „Castillo de San Cristóbal“ in Santa Cruz de Tenerife
- Centro de Documentación Canarias y América in San Cristóbal de La Laguna
- Centro de Interpretación Cueva del Viento in Icod de los Vinos

## Weitere Aktivitäten
Teilnahme an Ausgrabungen
Das Personal der Museos de Tenerife hat an vielen Ausgrabungen auf den Kanarischen Inseln teilgenommen mit der Aufgabe die Fundstücke zu erfassen, zuzuordnen und zu sichern.
Organisation internationaler Kongresse
Der Organismo Autónomo de Museos y Centros de Tenerife hat, zusammen mit anderen Organisationen internationale Kongresse in Santa Cruz de Tenerife durchgeführt.
Herausgabe von Büchern und Zeitschriften
Der Organismo Autónomo de Museos y Centros de Tenerife hat die Fachzeitschrift „ERES“ herausgegeben und hat verschiedene Bücher sowohl wissenschaftliche Fachpublikationen als auch Kinderbücher verlegt.
Aktivitäten für Kinder und Jugendliche
In mehreren Museen finden während der Ferien workshops für Kinder und Jugendliche statt. Bei Besuchen von Schulklassen werden in den Museen nicht nur Führungen, sondern auch anschließende Aktivitäten im Zusammenhang mit dem Gesehenen durchgeführt.
Angebote für Erwachsene
Die Noches de Museo bestehen aus einer spätabentlichen Museumsführung mit anschließender nächtlichem Stadtrundgang. Bei der Ruta de los Castillos werden mehrerer z. T. sonst nicht zugänglicher Befestigungsanlagen besucht. Die Wege zwischen den einzelnen Objekten werden mit einem dafür bereitgestellten Bus zurückgelegt. An verschiedenen Tagen finden in einigen Museen kostenlose Führungen z. T. in Fremdsprachen statt.